# 寇伟
寇伟（1961年10月—），白族，云南剑川人，中国共产党党员，1983年8月参加工作，先后毕业于云南工学院（今昆明理工大学）热能动力专业（本科）和华中科技大学控制工程专业（硕士研究生）。曾任云南电力集团有限公司副总经理、党组成员，云南澜沧江水电开发有限公司总经理、党组书记，华能澜沧江水电有限公司董事长、党组书记，中国华能集团公司总工程师、副总经理、党组成员，国家电网公司总经理、董事、党组副书记（兼国务院三峡工程建设委员会委员），国家电网有限公司董事长、党组书记。2020年1月，出任中国大唐集团有限公司董事、总经理、党组副书记；同年5月，兼任大唐新能源非执行董事及董事长。2021年6月，因工作原因辞任大唐新能源董事长一职，但继续担任该公司非执行董事。
2024年12月21日，因涉嫌严重违纪违法，接受中央纪委国家监委纪律审查和监察调查。
2025年6月6日，中央纪委国家监委决定开除其党籍，取消其享受的待遇，收缴违纪违法所得，移送检察机关起诉。
是中国共产党第十九届中央委员会候补委员。